# Raymonde Lamothe
Pour les articles homonymes, voir Lamothe.
 (janvier 2022).
Si vous disposez d'ouvrages ou d'articles de référence ou si vous connaissez des sites web de qualité traitant du thème abordé ici, merci de compléter l'article en donnant les références utiles à sa vérifiabilité et en les liant à la section « Notes et références ».
 (mars 2024).
La mise en forme du texte ne suit pas les recommandations de Wikipédia : il faut le « wikifier ».
Les points d'amélioration suivants sont les cas les plus fréquents :
- Les titres sont pré-formatés par le logiciel. Ils ne sont ni en capitales, ni en gras.
- Le texte ne doit pas être écrit en capitales (les noms de famille non plus), ni en gras, ni en italique, ni en « petit »…
- Le gras n'est utilisé que pour surligner le titre de l'article dans l'introduction, une seule fois.
- L'italique est rarement utilisé : mots en langue étrangère, titres d'œuvres, noms de bateaux, etc.
- Les citations ne sont pas en italique mais en corps de texte normal. Elles sont entourées par des guillemets français : « et ».
- Les listes à puces sont à éviter, des paragraphes rédigés étant largement préférés. Les tableaux sont à réserver à la présentation de données structurées (résultats, etc.).
- Les appels de note de bas de page (petits chiffres en exposant, introduits par l'outil «  Source ») sont à placer entre la fin de phrase et le point final[comme ça].
- Les liens internes (vers d'autres articles de Wikipédia) sont à choisir avec parcimonie. Créez des liens vers des articles approfondissant le sujet. Les termes génériques sans rapport avec le sujet sont à éviter, ainsi que les répétitions de liens vers un même terme.
- Les liens externes sont à placer uniquement dans une section « Liens externes », à la fin de l'article. Ces liens sont à choisir avec parcimonie suivant les règles définies. Si un lien sert de source à l'article, son insertion dans le texte est à faire par les notes de bas de page.
- La présentation des références doit suivre les conventions bibliographiques. Il est recommandé d'utiliser les modèles {{Ouvrage}}, {{Chapitre}}, {{Article}}, {{Lien web}} et/ou {{Bibliographie}}. Le mode d'édition visuel peut mettre en forme automatiquement les références.
- Insérer une infobox (cadre d'informations à droite) n'est pas obligatoire pour parachever la mise en page.

Pour une aide détaillée, merci de consulter Aide:Wikification.
Si vous pensez que ces points ont été résolus, vous pouvez retirer ce bandeau et améliorer la mise en forme d'un autre article.
Raymonde Lamothe est une auteure, artiste visuelle et travailleuse culturelle québécoise née le 11 mai 1947.

## Biographie
Après avoir publié un premier livre intitulé Les patenteux du Québec chez Parti-Pris en 1974, Raymonde Lamothe a pratiqué tous les métiers de l’édition, que ce soit en tant qu’éditrice, directrice de collection, auteure, graphiste et illustratrice.
Engagée dans les luttes féministes des années 1970, elle a été membre-fondatrice des Éditions du remue-ménage en 1975. Elle est à l’origine du premier Agenda des femmes, du premier livre féministe pour enfants intitulé Histoires vraies de tous les jours, ainsi que du calendrier sur le cinquantième anniversaire du droit de vote des Québécoises. Elle a aussi publié aux éditions du Boréal Express De la poêle à frire à la ligne de feu sur la vie quotidienne des Québécoises pendant la guerre 39-45.
Au début des années 1990, elle a développé et dirigé une collection de livres documentaires pour les jeunes aux éditions Hurtubise HMH. Elle a publié dans cette collection un livre intitulé À propos du métro qui lui a mérité un prix d'excellence de l'Association des professeurs de sciences et qui a été finaliste au prix Christie en 1993.
Tout en opérant un studio de graphisme à Montréal, elle est entrée dans l’univers de la fiction avec la réalisation d’un roman graphique humoristique intitulé N’eût été cet été nu… Suivent un roman pour adulte L’Ange tatoué qui lui a mérité le prix Robert-Cliche du premier roman, et un roman pour enfants Adieu Mamie, finaliste du Prix littéraire Pierre-Tisseyre (jeunesse).
Elle a aussi travaillé dans le domaine de la muséologie en réalisant des contrats de recherche pour le Musée de la civilisation et de commissariat d’expositions au Musée du Bas-Saint-Laurent dont elle a aussi été membre du conseil d'administration.
En tant que travailleuse culturelle, elle a coordonné, de 2009 à 2011, le Symposium d’art postal auquel ont participé des artistes de 14 pays. Elle est directrice la biennale de Livres d’artistes au Portage qui a été inaugurée en 2012 et qui continue de faire la promotion du livre d’artiste.
Enfin, elle expose des photos numériques, des installations et des livres d’artiste tout en réalisant des vidéos et des sites Web.

### Fictions
- 1976 Histoires vraies de tous les jours. Un livre pour enfants comprenant 12 histoires illustrées. Avec Louise de Grosbois, Lise Nantel et Nicole Lacelle. Les éditions du remue-ménage, Montréal, 112 p.
- 1987 N'eût été cet été nu... Un album de textes et de dessins humoristiques dont l'histoire se déroule dans un camp de nudistes. Les éditions du Boréal, Montréal, 104 p.  (ISBN 2-89052-200-8)
- 1997 L’Ange tatoué, roman pour adultes. VLB éditeur, Montréal, 160 p.  (ISBN 2-89005-671-6)
- 2000 Adieu, mamie! roman pour enfants. Montréal, Éditions Pierre Tisseyre, 80 p.  (ISBN 2-89051-743-8)
- 2003 Soupirs, conte pour tous. Les Heures bleues, Montréal, 48 p.  (ISBN 2-922265-25-0)

### Documentaires
- 1974 Les patenteux du Québec. Sur l'art populaire et ses artisans. Plus de 700 photos et 78 entrevues réalisées à travers le Québec. Avec Louise de Grosbois et Lise Nantel. Les éditions Parti-Pris, Montréal, 276 p.  (ISBN 088512-079-5 et 088512-144-9)*1993 À propos du métro, docu-fiction pour les jeunes sur le métro de Montréal. Les éditions Hurtubise HMH, Montréal, 96 p.  (ISBN 2-89045-981-0)
- 1981 De la poêle à frire à la ligne de feu. La vie quotidienne des Québécoises pendant la guerre 39-45. À partir d'interviews et de recherches dans les journaux, les archives et les livres d'histoire. 70 annonces publicitaires et 106 photos de l’époque. Avec Geneviève Auger. Les éditions du Boréal Express, Montréal, 240 p.  (ISBN 2-89052-037-4)
- 1989 Des anges passent. Document d'accompagnement pour l'exposition Être aux anges présentée en 89 et 90 au Musée de la civilisation, 16 p.

### Collectifs
- 1977 Agenda 1978, notes sur l'histoire des femmes au Québec. En collaboration. Premier agenda des éditions du remue-ménage, Montréal, 208 p.
- 1989 Calendrier 1990. Cinquantième anniversaire du droit de vote des Québécoises. Un hommage aux suffragettes et à quelques-unes de leurs contemporaines. 12 images et douze textes biographiques. Avec Danielle Blouin, Andrée Brochu et Nicole Morrisset. Les éditions du remue-ménage, Montréal, 32 p.

### Livres d’artistes
- 2012
  - À bas bruits, coffret de 4 livres réalisé en collectivité. Haïkus de Constance Céline Brousseau, images de Raymonde Lamothe et reliure de Fernand Pelletier. Notre-Dame-du-Portage
  - Chbon! livre-objet éphémère intégré à une vidéo réalisée sous le pseudonyme de Karise Dondelle
  - Une petite corde de bois, 12 photographies prises à Notre-Dame-du-Portage, reliure: échelle de Jacob. Images nomades, Notre-Dame-du-Portage
  - Pavés désunis, 12 photographies prises dans le Vieux-Montréal, reliure: échelle de Jacob. Images nomades, Notre-Dame-du-Portage
  - Zapfi, 5 flipbooks en hommage au typographe Hermann Zapf. Images nomades, Notre-Dame-du-Portage
- 2014
  - Une ruche de souvenirs, Montages photographiques. Notre-Dame-du-Portage.
  - Le loup et le chien, bande dessinée reliée en accordéon. Notre-Dame-du-Portage.
  - Sentinelles, coffret de 2 livres reliés dos à dos. Textes de Dominique Amyot, images de Raymonde Lamothe et reliure de Fernand Pelletier. Notre-Dame-du-Portage
  - Mémoires en escalier. Images numériques et carton mousse. Notre-Dame-du-Portage
- 2016 
  - Mémorial aux enfants kamikases. Matériaux divers. Notre-Dame-du-Portage
  - Quand les perdrix s’envolent.… Dessins à l’encre, reliure échelle de Jacob. Notre-Dame-du-Portage
  - Art en boîte. Livre installation présenté au Musée du Bas-Saint-Laurent. Rivière-du-Loup
  - L’envers, coffret contenant un livre accordéon. Textes de Dominique Amyot, images de Raymonde Lamothe et reliure de Fernand Pelletier. Notre-Dame-du-Portage
- 2018
  - Strates, livre interactif. Textes de Dominique Amyot, images de Raymonde Lamothe et reliure de Fernand Pelletier. Notre-Dame-du-Portage
  - Un zoo sous l’eau. Livre interactif composé de dessins défilant dans une boîte. Notre-Dame-du-Portage
- 2020 Tant de couleurs Textes et images de Raymonde Lamothe, reliure de Fernand Pelletier, Notre-Dame-du-Portage

### Microédition
- 2010 Glace, Images nomades, Notre-Dame-du-Portage, 20 p.
- 2012 Les livres retournent dans la forêt, reportage-photos. Images nomades, Notre-Dame-du-Portage, 20 p.
- 2012 Allichamp, Images nomades, Notre-Dame-du-Portage, 20 p.
- 2013 Aquapix, Images nomades, Notre-Dame-du-Portage, 20 p.
- 2013 Notre-Dame-du-Portage 2014, calendrier. Images nomades, Notre-Dame-du-Portage, 24 p.
- 2013 Étoiles filantes - Flying stars, bande dessinée. Images nomades, Notre-Dame-du-Portage, 20 p.
- 2014 Défense d’afficher, Images nomades, Notre-Dame-du-Portage, 20 p.
- 2014 Sur les bouleaux, Images nomades, Notre-Dame-du-Portage, 20 p.
- 2016 Entre fleuve et montagne, Images nomades, Notre-Dame-du-Portage, 20 p.
- 2018 Invitation au voyage, reportage-photos. Images nomades, Notre-Dame-du-Portage, 20 p.
- 2021 Aperçu, photos et textes Images nomades, Notre-Dame-du-Portage, 20 p.
- 2021 Soupirs, conte graphique Images nomades, Notre-Dame-du-Portage, 20 p.

## Expositions

### Expositions individuelles
- 2003 Paysages revisités. Images numériques et aquarelles miniatures. Musée du Bas-Saint-Laurent, Rivière-du-Loup.
- 2006 Paysages revisités. Images numériques. Galerie d'art du Parc. Trois-Rivières.
- 2007 Au bord de l’eau. Images numériques. Centre culturel de Rivière-du-Loup.

### Expositions collectives
- 2002-2004 Aquarelles miniatures. Biennale internationale d’art miniature. Ville-Marie.
- 2007 Aquarelles miniatures. Internationale d’art miniature. Lévis.
- 2009 Traverser le temps. Images numériques. Avec le collectif Voir à l'Est, art contemporain. Musée du Bas-Saint-Laurent. Rivière-du-Loup.
- 2009 Avec les yeux d'un chat. Images numériques. Ancien Palais de Justice, Kamouraska.
- 2009-2010-2011 Art postal. Symposium d’art postal. Musée du Bas-Saint-Laurent. Rivière-du-Loup.
- 2010 Nature trouée. Installation in situ au Parc des Chutes de Rivière-du-Loup avec le collectif Voir à l'Est, art contemporain..
- 2012 Prêt-à-porter. Installation. Avec le collectif Voir à l'Est, art contemporain. Musée du Bas-Saint-Laurent.
- 2012-2014-2016-2018-2021 Livres d’artistes au Portage. Salle Gilles-Moreau, Notre-Dame-du-Portage.
- 2013 Entre-temps. Photo numérique. Exposition avec le collectif Voir à l'Est, art contemporain. Centre culturel de Rivière-du-Loup.
- 2014 Épouvanteille à cornailles. Montage photographique. Exposition Détournement. Avec le collectif Voir à l'Est, art contemporain. Commissaire: Rébecca Hamilton, conservatrice au Musée du Bas-Saint-Laurent. Parc du Campus-et-de-la-Cité de Rivière-du-Loup.
- 2016 En boîte. Installation. Exposition L’art, c’est ce qui rend la vie plus intéressante que l’art, Robert Filiou. Avec le collectif Voir à l'Est, art contemporain. Musée du Bas-Saint-Laurent, Rivière-du-Loup.
- 2018 Tradition et modernité. Livres d’artistes portageois, Musée du Bas-Saint-Laurent, Rivière-du-Loup

## Prix
- 1993 Finaliste pour le prix Christie 1993 pour À propos du métro
- 1994 Prix d'excellence de l'Association des professeurs de sciences 1994 pour À propos du métro
- 1997 Prix Robert-Cliche du premier roman 1997 pour L’Ange tatoué
- 2000 Finaliste du Prix littéraire Pierre-Tisseyre (jeunesse) 1997-1998 pour Adieu, Mamie!
- 2018 Prix international Saint-Denys-Garneau pour le livre d’artiste À bas bruits Les saisons
- 2018 Prix du public de la biennale de Livres d’artistes au Portage pour Strates

## Formation
- 1970 à 1972 Université de Montréal. Design industriel. Faculté d'aménagement.
- 1968-1969 École des Beaux-Arts de Montréal
- 1967-1968 Séminaire Sainte-Marie à Shawinigan et Séminaire Saint-Joseph à Trois-Rivières. Baccalauréat ès Arts de l'université Laval, concentration en arts plastiques et en histoire de l'art
- 1960 à 1966 Collège Notre-Dame-de-l’Assomption à Nicolet. Cours secondaire et collégial, cours de musique, d’arts plastiques et d’histoire de l’art